# Elezioni primarie della Concertación del 1999
Le elezioni primarie presidenziali della Concertación de Partidos por la Democracia dell'anno 1999 si sono svolte domenica 30 maggio 1999 per definire il candidato presidenziale della coalizione di centrosinistra, al governo del Cile dall'11 marzo 1989, alle elezioni del mese di dicembre 1999.
Come di consueto si sfidarono a questa consultazione un candidato del Partito Democratico Cristiano del Cile ed uno del blocco cosiddetto progressista della coalizione, rappresentato dal Partito Socialista del Cile, Partito per la Democrazia, Partito Radicale Social Democratico. I candidati furono rispettivamente Andrés Zaldívar (PDC) e Ricardo Lagos (PPD).

## Sviluppo delle elezioni
Gli ultimi anni del governo di Eduardo Frei Ruiz-Tagle sono stati caratterizzati dalla recessione economica e dalla crisi dovuta al crollo delle Borse valori dell'Asia, avvenuta nel 1997, e questo ha provocato diversi problemi al Paese sudamericano in quanto partner principale di molte nazioni asiatiche tra cui Giappone, Corea del Sud e Singapore.
In questa situazione la DC cercava di esprimere un terzo candidato alla guida del centrosinistra cileno e principali nomi che circolavano all'interno del partito su possibili candidati alle primarie erano: Gabriel Valdés, Alejandro Foxley, Enrique Krauss ed Andrés Zaldívar.
Fin dal ritorno alla democrazia l'ala sinistra della coalizione aveva come principale esponente Ricardo Lagos ed ancora una volta decise di ripresentarsi. Questa volta rispetto alle precedenti primarie Lagos risultava favorito rispetto a qualsiasi candidatura democristiana dovuto essenzialmente alla delusione dell'elettorato concertazionista nei confronti del Presidente Frei.
La DC alla fine scelse come candidato Andrés Zaldívar. Lagos vince questa consultazione con oltre il 70% convertendosi nel primo candidato socialista dal 1973.

## Risultati
| Regione                                           | Voti Lagos | Voti Lagos | Voti Zaldívar | Voti Zaldívar | Totale    |
| Regione                                           | Voti       | %          | Voti          | %             | Totale    |
| ------------------------------------------------- | ---------- | ---------- | ------------- | ------------- | --------- |
| Regione di Tarapacá                               | 25.307     | 78,0%      | 7.131         | 22,0%         | 32.438    |
| Regione di Antofagasta                            | 31.064     | 79,0%      | 8.276         | 21,0%         | 39.340    |
| Regione di Atacama                                | 21.174     | 78,9%      | 5.678         | 21,1%         | 26.852    |
| Regione di Coquimbo                               | 43.825     | 75,3%      | 14.398        | 24,7%         | 58.223    |
| Regione di Valparaíso                             | 97.057     | 70,5%      | 40.623        | 29,5%         | 137.680   |
| Regione del Libertador General Bernardo O'Higgins | 51.043     | 64,8%      | 27.739        | 35,2%         | 78.782    |
| Regione del Maule                                 | 62.533     | 67,4%      | 30.300        | 32,6%         | 92.833    |
| Regione del Biobío                                | 125.839    | 71,4%      | 50.512        | 28,6%         | 176.351   |
| Regione dell'Araucanía                            | 37.175     | 59,5%      | 25.343        | 40,5%         | 62.518    |
| Regione di Los Lagos                              | 56.749     | 66,2%      | 29.034        | 33,8%         | 85.783    |
| Regione di Aysén                                  | 6.088      | 62,4%      | 3.670         | 37,6%         | 9.758     |
| Regione delle Magellane e dell'Antartide Cilena   | 13.986     | 79,4%      | 3.632         | 20,6%         | 17.618    |
| Regione Metropolitana di Santiago                 | 413.665    | 73,1%      | 152.485       | 26,9%         | 566.150   |
| Totale                                            | 985.505    | 71,1%      | 398.821       | 28,8%         | 1.384.326 |